# Tennis Napoli Cup 2024
La Tennis Napoli Cup 2024 è stato un torneo maschile di tennis professionistico. È stata la 22ª edizione del torneo, facente parte della categoria Challenger 125 nell'ambito dell'ATP Challenger Tour 2024, con un montepremi di 148 000 €. Si è giocato dal 25 al 31 marzo 2024 sui campi in terra rossa del Tennis Club Napoli di Napoli, in Italia.

## Partecipanti

### Teste di serie
| Nazionalità | Giocatore             | Ranking* | Testa di serie |
| ----------- | --------------------- | -------- | -------------- |
| Argentina   | Federico Coria        | 87       | 1              |
| Italia      | Luca Nardi            | 96       | 2              |
| Germania    | Maximilian Marterer   | 102      | 3              |
| Italia      | Fabio Fognini         | 103      | 4              |
| Francia     | Corentin Moutet       | 107      | 5              |
| Ungheria    | Zsombor Piros         | 108      | 6              |
| Italia      | Matteo Gigante        | 149      | 7              |
| Francia     | Pierre-Hugues Herbert | 160      | 8              |

* Ranking al 18 marzo 2024.

### Altri partecipanti
I seguenti giocatori hanno ricevuto una wild card per il tabellone principale:
- Raul Brancaccio
- Enrico Dalla Valle
- Francesco Maestrelli

Il seguente giocatore è entrato in tabellone con il ranking protetto:
- Filip Krajinović

Il seguente giocatore è entrato in tabellone come special exempt:
- Nikoloz Basilašvili

Il seguente giocatore è entrato in tabellone come alternate:
- Francesco Passaro

I seguenti giocatori sono passati dalle qualificazioni:
- Michael Geerts
- Evan Furness
- Samuel Vincent Ruggeri
- Manuel Guinard
- Arthur Gea
- Mathias Bourgue

Il seguente giocatore è entrato in tabellone come lucky loser:
- Elias Ymer

## Punti e montepremi
| Torneo    | Torneo              | V      | F      | SF    | QF    | 2T    | 1T    | Q | Q2  | Q1  |
| Singolare | Punti               | 125    | 64     | 35    | 16    | 8     | 0     | 5 | 3   | 0   |
| Singolare | Premi in denaro (€) | 19 650 | 11 570 | 6 850 | 3 990 | 2 345 | 1 420 | – | 710 | 355 |
| Doppio    | Punti               | 125    | 64     | 35    | 16    | –     | 0     | – | –   | –   |
| Doppio    | Premi in denaro (€) | 8 420  | 4 900  | 2 940 | 1 750 | –     | 990   | – | –   | –   |

## Campioni

### Singolare
Luca Nardi ha sconfitto in finale  Pierre-Hugues Herbert con il punteggio di 5–7, 7–6(3), 6–2.

### Doppio
Guido Andreozzi /  Miguel Ángel Reyes Varela hanno sconfitto in finale  Théo Arribagé /  Victor Vlad Cornea con il punteggio di 6–4, 1–6, [10–7].